# Solid State Records (jazzlabel)
Solid State Records was een jazz-platenlabel. Het label werd in 1966 opgericht door de beroemde producers Sonny Lester en Phil Ramone, en componist Manny Albam. Het was het jazz-label van United Artists.
Solid State bracht in de tweede helft van de jaren zestig nieuwe plaatopnames uit van onder meer Joe Williams, Dizzy Gillespie, Chick Corea, Jimmy McGriff, Duke Ellington en Ray Nance. Ook verschenen onder dit label enkele reissues van platen die eerder uit waren gekomen op United Artists, waaronder platen van Charles Mingus en Bill Evans. De Solid State-platen werden gedistribueerd door United Artists.